# Bangassomba
Bangassomba est une localité située dans le département de Tougo de la province du Zondoma dans la région Nord au Burkina Faso.

## Géographie
Bangassomba est situé à environ 10 km au sud-ouest du centre de Tougo, le chef-lieu du département, à 5 km au sud-est de Ridimbo et à 22 km au sud-est Gourcy et de la route nationale 2.

## Santé et éducation
Le centre de soins le plus proche de Bangassomba est le centre de santé et de promotion sociale (CSPS) de Ridimbo tandis que le centre médical avec antenne chirurgicale (CMA) de la province se trouve à Gourcy.